# Robert C. Merton
Robert Cox Merton (født 31. juli 1944 i New York City) er en amerikansk økonom og professor ved MIT Sloan School of Management. I 1997 modtog han Nobelprisen i økonomi sammen med Myron Scholes "for en ny metode til at bestemme værdien af finansielle derivater". Merton og Scholes er også kendt for at have grundlagt hedgefonden Long-Term Capital Management, der fik et dramatisk sammenbrud i 1998.

## Baggrund
Merton blev født i New York City og voksede op i den lille forstad Hastings-on-Hudson. Hans far var Robert K. Merton, selv en kendt forsker (sociolog) og professor ved Columbia University. Robert K. Merton regnes for en vigtig skikkelse indenfor moderne sociologi. Han grundlagde videnskabssociologien og er bl.a. ophavsmand til begreber som rollemodel og "selvopfyldende profeti".
Robert Cox blev bachelor i matematisk ingeniørvidenskab fra Columbia University, tog en kandidatgrad fra California Institute of Technology og en Ph.D.-grad i økonomi fra Massachusetts Institute of Technology (MIT) i 1970 under vejledning af Paul Samuelson. Han blev derefter ansat ved MIT (ved Sloan School of Management), hvor han underviste indtil 1988. Derefter var han George Fisher Baker Professor of Business Administration ved Harvard University fra 1988 til 1998 og John and Natty McArthur University Professor sammesteds fra 1998 til 2010, hvor han vendte tilbage til MIT Sloan School of Management.
Han har bl.a. været formand for American Finance Association og medlem af det amerikanske videnskabsakademi.

## Forskning
Mertons forskning ligger indenfor området finansieringsteori. Han har også skrevet om finansielle institutioners virkemåde og regulering. Især er han kendt for sit arbejde på MIT i nogle år omkring 1970 sammen med Myron Scholes og økonomen Fischer Black, der på det tidspunkt var ansat i konsulentvirksomheden Arthur D. Little. I disse år samarbejdede de tre om vigtige resultater indenfor prissætning af finansielle aktiver (som f.eks. aktier), ikke mindst udarbejdelsen af en berømt model for at værdisætte optioner, der i dag er kendt som Black-Scholes- eller Black-Scholes-Merton-modellen. Fra denne model kan man udlede Black-Scholes-formlen (først navngivet af Merton), der giver et teoretisk estimat af prisen på (en bestemt form for) optioner. Formlen er, med forskellige justeringer, vidt anvendt i dag af aktører på de finansielle markeder. En række empiriske test har vist, at formlens resultater ligger ret tæt på observerede priser, selvom der er flere velkendte systematiske afvigelser.
I 1997 modtog Merton sammen med Scholes Nobelprisen i økonomi for deres arbejde indenfor finansiering. Fischer Black, der regnes for at have været selvskrevet til at dele prisen sammen med de to andre, hvis han stadig havde været i live, var død i 1995. I præsentationstalen ved overrækkelsen af prisen blev Black nævnt på linje med de to tilstedeværende modtagere.

## Virke på de finansielle markeder
Merton har også arbejdet som praktiker på de finansielle markeder. Allerede i 1968 blev han tilknyttet hedgefonden Arbitrage Management Company (AMC). I 1993 var Merton sammen med Scholes med til at grundlægge hedgefonden Long-Term Capital Management. Fonden, der lagde ud med 1 mia. dollars i investeret kapital, var i det første år meget succesrig og fik årlige afkast på over 40 %. I kølvandet på den finansielle krise i Asien i 1997 og den tilsvarende russiske finansielle krise i 1998 kom den stærkt gearede fond ud i store vanskeligheder, tabte 4,6 mia. dollar på mindre end fire måneder og gik fallit. Fonden er siden blevet herostratisk berømt som eksempel på de risici, der tages i den finansielle sektor.